# Jordáni Szent Geraszimosz
Jordáni Szent Geraszimosz vagy Geraszim (ógörögül: Γεράσιμος ὁ ἐν ᾿Ιορδάνῃ, latinul: Gerasimus), (5. század eleje – 475. április 4.) görög remete, apát.

## Élete
Geraszimosz az 5. század elején született a kis-ázsiai Lükiában. A Geraszim név jelentése ajándékozó, tiszteletreméltó (geraszmiosz).  Fiatalon remeteéletre adta magát és 451-ben Palesztinába ment, ahol a Jordán partján telepedett le. Kezdetben a monofizitizmus híve volt. Később az a sejtése támadt, hogy htáha tévedésben él, ezért felkereste Nagy Szent Euthümioszt, aki felvilágosította a keresztény hit lényegéről.
A legszigorúbb remete életre vállalkozott. Mivel sokan csatlakoztak hozzá, Jerikó városa közelében laurát, remetetelepet alapított 70 egymás mellett lévő remetelakással.
Geraszimosz élete végén a pártoskodó világban az igaz hitnek, Jézus Krisztus istenségének és emberségének lett hitvallója. 475. március 4-én elszenderült az Úrban. Keleten és Nyugaton egyaránt tisztelik. 
Geraszim hitvalló a súlyos betegek és haldoklók pártfogója. Oroszlánnal szokták ábrázolni.

## Remeteszabályzata
Szabályzatát egy Ciril nevezetű szerzetes rögzítette. A remeték hetenként öt teljes napot, hétfőtől péntekig remetecellájukban töltöttek. A cellában nem volt sem ágy, sem szék, sem asztal. Az időt odabent imádsággal, elmélkedéssel és önmegtagadással töltötték, keveset aludtak, és egyáltalán nem beszéltek ezalatt egymással. Táplálékuk kenyér, víz és datolya volt. Az ötnapos magányt szombaton és vasárnap a központi épületben tartott közös istentisztelet, közös étkezés, lelkibeszélgetés és a Jordán parti séta váltotta föl. Geraszimoszról azt is följegyezték, hogy a böjti időben az oltáriszentségen kívül nem vett magához ételt. Illés próféta nyomdokain haladt, aki magához véve az angyaltól kapott kenyeret, annak erejében 40 nap és éjjel vándorolt a pusztaságban egész az Isten hegyéig.

## Csodái
Életrajzírói feljegyezték, hogy a Jordán menti megtelepedésétől egy oroszlán volt Geraszim hűséges társa, melynek tövistől elfertőződött lábát meggyógyította. Geraszimosz ellátta eledellel az oroszlánt, de halála után, a megszelídült oroszlán mástól nem fogadott el ételt, és hangjával jelezte, hogy más próbálja etetni. A remetefőnök ekkor kivezette a jámbor állatot Geraszim sírjához, ahol ő maga térdre-borulva sírni és imádkozni kezdett, az oroszlán megértette, miről van szó. A hálás állat földre vetette magát, a göröngyökhöz verte fejét, s nem távozott jótevője sírhantjáról, míg csak ki nem múlt.